# Marija Alexandrowna Fomina

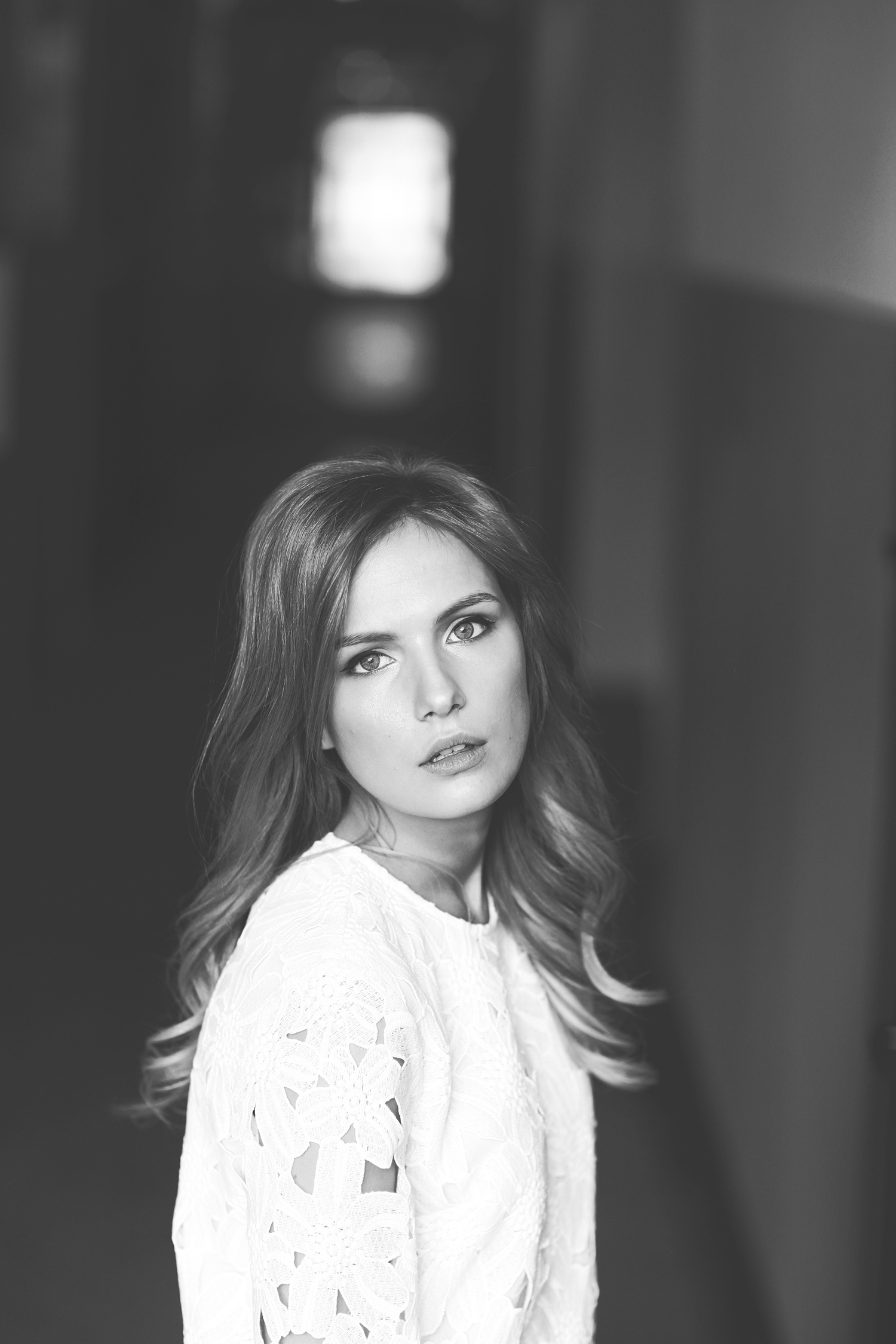
Marija Alexandrowna Fomina (2015)

Marija Alexandrowna Fomina (russisch Мария Александровна Фомина, wiss. Transliteration Marija Aleksandrovna Fomina; * 1. März 1993 in Moskau) ist eine russische Theater- und Filmschauspielerin.

## Leben
Fomina verfolgte als Kind den Traum, professionelle Ballerina zu werden. Daher besuchte sie die Moskauer Staatliche Akademie für Choreographie.
Mit elf Jahren wurde sie 2004 für eine Nebenrolle als Tänzerin in dem Film Daddy gecastet. Sie entschied für sich, lieber Schauspielerin zu werden und besuchte die Moscow Art Theatre School. Von 2010 bis 2014 studierte sie an der Russischen Akademie für Theaterkunst. Von 2014 bis 2016 trat sie am Theatre of Nations auf. Sie ist seit Mai 2018 verheiratet und Mutter einer Tochter. Der russische Fernsehjournalist Jewgeni Alexejewitsch Kisseljow ist ihr Schwiegervater. Die Schauspielerin Anna Borissowna Tschipowskaja ist die Patentante ihrer Tochter.
Mitte der 2000er Jahre folgten weitere kleinere Rollen in Spielfilmen, ab 2010 übernahm sie auch größere Rollen oder verkörperte in mehreren Episoden einer Fernsehserie einen Charakter. 

## Filmografie (Auswahl)
- 2004: Daddy (Papa/Папа)
- 2007: Potapov, k doske! (Потапов, к доске!)
- 2008: Dvazhdy v odnu reku (Дважды в одну реку)
- 2009: Bratany (Братаны) (Fernsehserie)
- 2010: Day of Despair (Den otchayaniya/День отчаяния) (Fernsehfilm)
- 2014: Block 18 (Vladenie 18/Владение 18)
- 2014: Posledneye Leto
- 2014: Headlong (Очертя голову) (Kurzfilm)
- 2015: Der Fluch der Hexe – Queen of Spades (Pikovaya dama. Chyornyy obryad/Пиковая дама: Чёрный обряд)
- 2016: Verräter wie wir (Our Kind of Traitor)
- 2016: Dasha the Fool (Kurzfilm)
- 2017: Mata Hari (Мата Хари) (Fernsehserie, Episode 1x01)
- 2017: Things I Like About You (Kurzfilm)
- 2017: Die letzten Krieger (Legenda o Kolovrate/Легенда о Коловрате)
- 2019: Russian Affairs (Soderzhanki/Содержанки) (Fernsehserie, Episode 1x01)
- 2019: BeHappy (BiKheppi/БиХэппи) (Fernsehserie, 8 Episoden)
- 2020: Zastupniki (Заступники) (Fernsehserie)
- 2020: 257 Reasons to Live (257 prichin, chtoby zhit/257 причин, чтобы жить) (Fernsehserie, 9 Episoden)
- 2020: Khoroshiy chelovek (Хороший человек) (Fernsehserie, 9 Episoden)